# هارتفيغ سفيردروب إيكوف
هارتفيغ سفيردروب إيكوف (بالنرويجية البوكمول: Hartvig Sverdrup Eckhoff)‏ هو مهندس معماري نرويجي، ولد في 30 ديسمبر 1855 في كريستيانساند في النرويج، وتوفي في 17 فبراير 1928 في ستافانغر في النرويج.